# Jean-Pierre Berckmans (wielrenner)
Jean-Pierre Berckmans (Dworp, 9 september 1948) is een Belgisch voormalig wielrenner, die beroeps was tussen 1970 en 1977.

## Belangrijkste overwinningen
1968
- 1e etappe Ronde van Luik

1969
- 5e etappe Ronde van Oostenrijk

## Resultaten in voornaamste wedstrijden
| Jaar | Ronde van Italië | Ronde van Frankrijk | Ronde van Spanje |
| ---- | ---------------- | ------------------- | ---------------- |
| 1970 |                  |                     |                  |
| 1971 |                  |                     |                  |
| 1972 |                  |                     |                  |
| 1973 |                  |                     | opgave           |
| 1974 |                  |                     |                  |
| 1975 |                  |                     |                  |
| 1976 |                  |                     |                  |
| 1977 |                  |                     |                  |

| Jaar | Milaan-San Remo | Gent-Wevelgem | Ronde van Vlaanderen | Parijs-Roubaix | Amstel Gold Race | Luik-Bast.‑Luik | Brabantse Pijl | Parijs-Tours |
| ---- | --------------- | ------------- | -------------------- | -------------- | ---------------- | --------------- | -------------- | ------------ |
| 1970 |                 |               |                      |                |                  |                 |                | 31e          |
| 1971 |                 | 66e           | 11e                  |                | 45e              |                 |                |              |
| 1972 | 25e             |               |                      |                |                  |                 | 6e             | 28e          |
| 1973 |                 |               |                      |                |                  | 35e             |                |              |
| 1974 | 110e            | 50e           | 43e                  | 43e            |                  | 16e             |                |              |
| 1975 |                 |               | 35e                  |                | 25e              | 35e             |                |              |
| 1976 |                 |               |                      |                | 39e              |                 |                |              |
| 1977 |                 | 24e           |                      |                |                  | 21e             |                |              |